# Zamachy w Taszkencie (2004)
Zamachy w Taszkencie – zamachy bombowe dokonane w dniu 30 lipca 2004 roku w Taszkencie, stolicy Uzbekistanu. Celem zamachów były ambasady Izraela i Stanów Zjednoczonych oraz biuro prokuratora generalnego Uzbekistanu. W samobójczych atakach oprócz trójki sprawców zginęły dwie osoby, a dziewięć zostało rannych.
Trzy samobójcze zamachy bombowe miały miejsce niemal jednocześnie, około godziny 17:00. Dwóch Uzbeków pilnujących ambasady Izraela zginęło, gdy zamachowiec zbliżył się do wejścia i zobaczył strażników. Jednym z zabitych strażników był osobisty ochroniarz ambasadora Izraela. Siedem osób zostało rannych w zamachu bombowym na biuro prokuratora generalnego, a dwie kolejne w ataku na ambasadę amerykańską. W atakach nie ucierpiał żaden Amerykanin ani Izraelczyk.
Do zamachów bombowych doszło wkrótce po tym, jak piętnastu podejrzanych członków Al-Ka’idy stanęło przed sądem za zorganizowanie serii ataków na początku 2004 roku, w których zginęło blisko 50 osób (głównie bojowników) i spisku, który miał na celu obalenie rządu Uzbekistanu.
Odpowiedzialność za ataki wzięła na siebie Unia Islamskiego Dżihadu, choć o udział w atakach podejrzewano również Al-Ka’idę i Islamski Ruch Uzbekistanu.